# IPodLinux
iPod Linux è una distribuzione basata su µClinux sviluppata specificamente per essere utilizzata sui lettori iPod della Apple Inc.. Il progetto fornisce:
- Una interfaccia grafica stile iPod
- Riproduzione video e audio
- Gestione del AAC, MP3 e basilare dell'Ogg.
- Gestione di giochi tra i quali TuxChess, Bluecube, Tetris, Chopper, StepMania.
- Registrazione audio tramite il jack apple.
- Possibilità di utilizzare giochi come Doom. Doom II e molti giochi per Game Boy tramite degli opportuni adattatori software.
- Gestione dello schermo a colori.
- Supporto di emulatori per Game Boy, Game Boy Advance, NES e altri.

## Elenco di iPod supportati
- iPod di prima generazione
- iPod di seconda generazione
- iPod di terza generazione
- iPod di quarta generazione (iPod photo con schermo colore)

## Elenco di iPod non ufficialmente supportati dal progetto
- iPod mini di prima generazione
- iPod mini di seconda generazione
- iPod di quarta generazione
- iPod di quinta generazione (iPod video)
- iPod nano prima generazione
- iPod nano seconda generazione

## Elenco di iPod che non verranno mai supportati dal progetto (non avendo uno schermo)
- iPod shuffle prima generazione
- iPod shuffle seconda generazione